# Chiesa di San Donato (Momigno)
La chiesa di San Donato è una chiesa situata a Momigno, nel comune di Marliana, in provincia di Pistoia.
Presenta all'interno un aspetto settecentesco, ma l'esterno conserva in parte tratti romanici; il castello di Momigno è ricordato dai documenti già nel 1067 e la chiesa nel secolo XIII: ambedue dipendevano dalla pieve di Celle, il centro religioso più importante di tutta la valle.